# Ula Hafner
Ula Hafner (9 luglio 1993) è un'ex sciatrice alpina slovena.

## Biografia
Attiva in gare FIS dal novembre del 2008, la Hafner ha esordito in Coppa Europa il 16 dicembre 2009 ad Alleghe in slalom gigante (55ª) e in Coppa del Mondo il 16 gennaio 2010 a Maribor nella medesima specialità, senza completare la prova. Nelle medesime località e specialità ha disputato anche l'ultima gara in Coppa del Mondo, il 27 gennaio 2013, senza completarla (non ha portato a termine nessuna delle sei gare nel massimo circuito cui ha preso parte); si è ritirata al termine di quella stessa stagione 2012-2013 e la sua ultima gara è stata lo slalom gigante dei Campionati sloveni 2013, il 16 aprile a Krvavec, chiuso dalla Hafner al 13º posto. In carriera non ha preso parte a rassegne olimpiche o iridate.

## Palmarès

### Mondiali juniores
- 1 medaglia:
  - 1 oro (gara a squadre a Roccaraso 2012)

### Coppa Europa
- Miglior piazzamento in classifica generale: 171ª nel 2011 e nel 2012

### Campionati sloveni
- 3 medaglie:
  - 1 oro (slalom gigante nel 2011)
  - 2 bronzi (slalom speciale nel 2009; slalom gigante nel 2012)